# Белая дорога
«Белая дорога» — советский фильм 1974 года снятый режиссёром Гарником Аразяном.

## Сюжет
На метеостанции на Памире работают молодые сотрудники Гена и Таня. Гена любит девушку преданно и беззаветно. Но она влюбляется в шофёра Далера и уезжает с ним. На горной дороге они чуть не гибнут, но Генка с друзьями бросается на помощь.

Белая снежная дорога через памирские перевалы. Горные асы, везущие по сложнейшей трассе грузы для горных кишлаков. Маленькая метеостанция, где живут двое — он и она, потом появляется третий — водитель «ЗИЛа-130», вспыхнувшая любовь, соревнование мужских самолюбий, благородство, побеждающее ревность…— «Советский экран», № 23, 1975 год

## В ролях
- Елена Драпеко — Таня
- Вадим Яковлев — Гена
- Хабибулло Абдуразаков — шофер Далер
- Бимболат Ватаев — Мурад
- Ато Мухамеджанов — Ибрагим
- Виктор Приз — художник
- Мария Постникова — жена художника
- Светлана Старикова — попутчица
- Сергей Торкачевский — Лёша
- Игорь Комаров — Витас
- Марат Хасанов — эпизод
- Нозукмо Шомансурова — эпизод
- Мушарафа Касымова — эпизод

## Критика
Фильм получил резко негативный отзыв в рецензии Юрия Xанютина в журнале «Советский экран» (№ 23, 1975), где критик так писал о фильме:

А ведь внешне, если судить по сюжету, все выглядело так соблазнительно! … Кинодебютанты проявили незаурядную эрудицию по части расхожих клише и стереотипов современного экрана. Единственное, что в фильме оригинально и неповторимо,— это пейзажи Памира, грозные и живописные дороги, по которым едут водители.

## Рецензии
- Xанютин Ю. — Дорога длиной в 1801,8 метра (О худож. фильме «Белая дорога») // Советский экран, № 23, 1975. — стр. 19
- Могилат А. — А герои молчат (Худож. фильм «Белая дорога») // Советская культура, 27 июня 1975
- Лысенков В. — В тисках схемы (Худож. фильмы «Пятеро на тропе» и «Белая дорога». «Таджикфильм») // Коммунист Таджикистана, 13 июля 1975